# Кайпиайнен, Биргер
Биргер Кайпиайнен (фин. Birger Johannes Kaipiainen) (1 июля 1915, Пори – 18 июля 1988, Хельсинки) — один из самых известных финских дизайнеров и керамистов XX века, воплощавший в своих причудливых работах многочисленные стилизованные образы животных и растений (фиалки, кроншнепы). Практически всю жизнь проработал на фарфоровой фабрике «Арабиа» в Хельсинки, где разрабатывал дизайн серийной посуды, настенных тарелок и плиток, а также делал оригинальные творческие работы (панно, барельефы, скульптура).

## Биография
Биргер Кайпиайнен учился под наставничеством Артту Бруммера в Центральной школе искусств и ремесел, которую закончил в 1937-м. По окончании был принят на работу на фабрику «Арабиа», где в основном и продолжал работать все последующие годы. В юности он перенес полиомиелит, и его последствия не давали ему возможности использовать стандартную технику работы с гончарным кругом. В 1954 году Кайпиайнен уехал в четырехлетнюю творческую стажировку в Швецию на фабрику Рёрстранд (швед. Rörstrands Porslinsfabrik), где выработал узнаваемую манеру работы с использованием ярких цветов и сюрреалистических форм. Именно в этот период он приобрел международную известность, в частности благодаря выставке в Нью-Йорке (1955).

## Известные работы
- «Море фиалок» (англ. Orvokkimeri) — изготовленное для выставки Экспо-1967 в Монреале керамическое панно. Сегодня находится в зале заседаний городского совета Тампере.
- Серия посуды «Рай» (фин. Paratiisi) (1969).

## Признание
- 1951 – Гран-при Миланской триеннале
- 1963 – медаль и премия Pro Finlandia
- 1967 – Гран-при Всемирной выставки в Монреале
- 1977 – присвоение звания профессора
- 1982 – медаль принца Евгения

В Хельсинки в 1998 году в честь Кайпиайнена была названа улица в районе Арабиаранта.

## Галерея

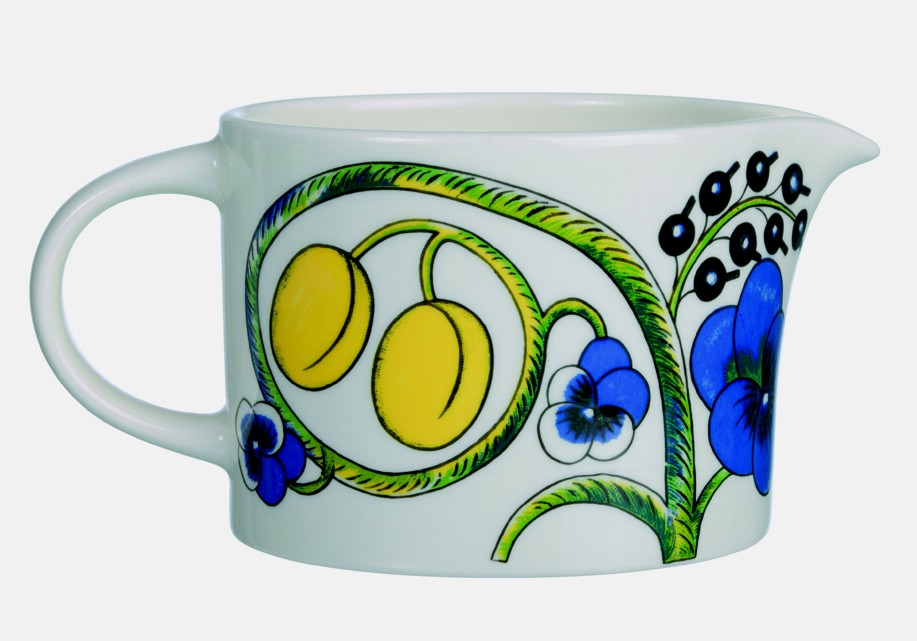
Молочник из сервиза Рай
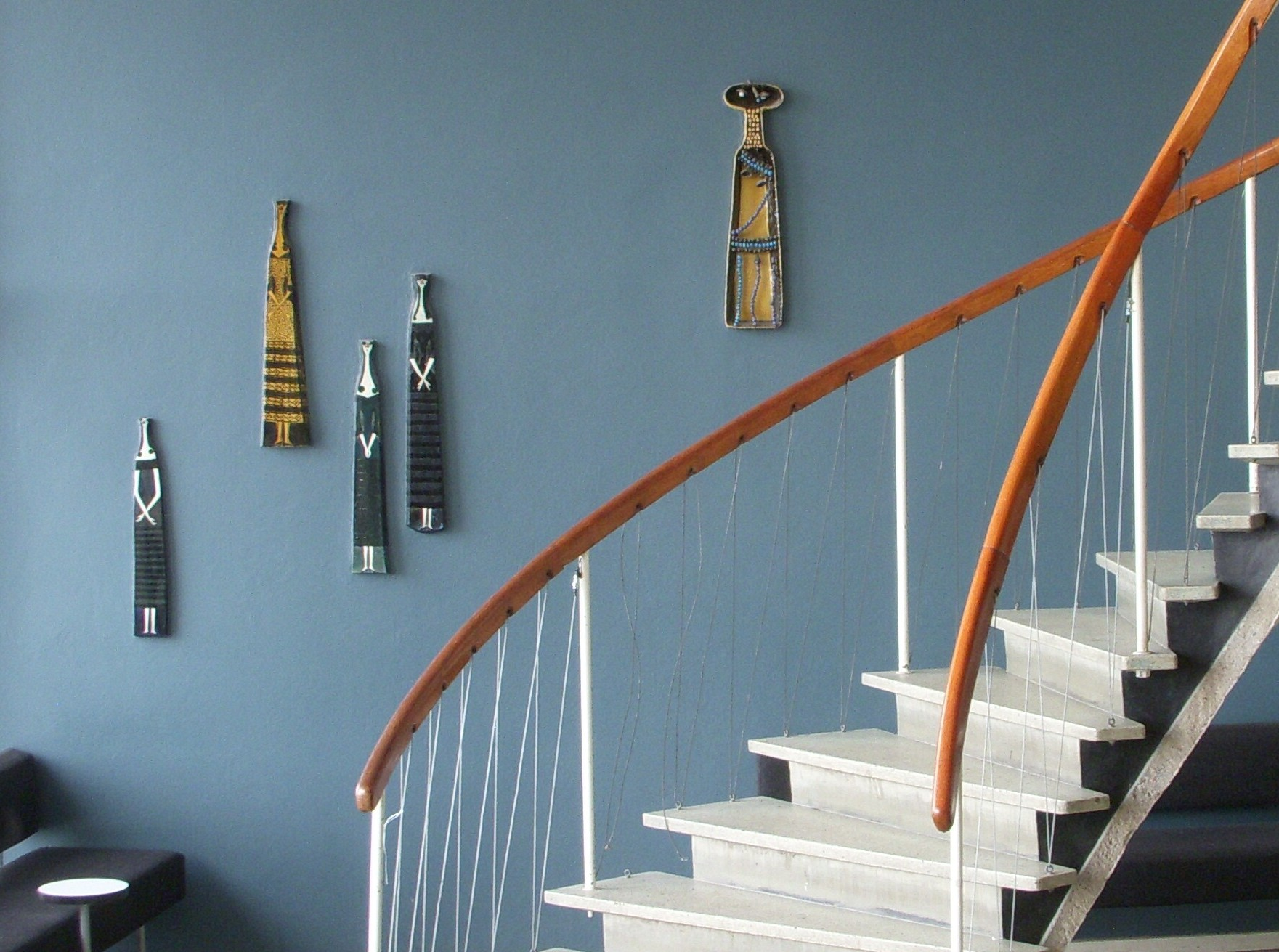
Настенные рельефы Кайпиайнена